# Pegas Island
Pegas Island (englisch; bulgarisch остров Пегас ostrow Pegas, deutsch ‚Pegasus-Insel‘) ist eine stellenweise unvereiste, in westsüdwest-ostnordöstlicher Ausrichtung 987 m lange und 703 m breite Insel in der Gruppe der Dannebrog-Inseln im Wilhelm-Archipel vor der Graham-Küste des Grahamlands auf der Antarktischen Halbinsel. Sie grenzt an Tigan Island im Norden und liegt 2,95 km nordwestlich von Revolver Island sowie 65 m nordöstlich von Hoatsin Island.
Britische Wissenschaftler kartierten sie 2001. Die bulgarische Kommission für Antarktische Geographische Namen benannte sie 2020 deskriptiv, da sie in ihrer Form entfernt an Pegasus, das geflügelte Pferd aus der griechischen Mythologie, erinnert.